# Moniátis
Moniátis (grec moderne : Μονιάτης) est un village de Chypre situé dans le district de Limassol.